# Napoléon La Cécilia
Napoléon La Cécilia (Tours, 13 settembre 1835 – Ramleh, 25 novembre 1878) è stato un militare francese.
Fu una personalità della Comune dei Parigi.

## Biografia
Figlio di un avvocato di origine spagnola e di madre corsa, dopo gli studi ad Ajaccio si stabilì a Parigi nel 1855, collaborando a La Revue philosophique di Renouvier e l'anno dopo insegnò matematica nell'Università di Jena. Nel 1860 partecipò all'impresa dei Mille con il grado di capitano agli ordini del generale Avezzana.
Stabilitosi a Napoli, insegnò sanscrito nel Collegio asiatico fino al 1869, quando l'edificio fu restituito ai gesuiti. Tornato in Francia, caduto l'Impero e perdurando la guerra franco-prussiana, si arruolò nell'armata della Loira partecipando alle battaglie di Châteaudun, Coulmiers e Alençon, e ottenendo il grado di colonnello. 
All'instaurazione della Comune di Parigi divenne capo di Stato maggiore di Émile Eudes e il 24 aprile 1871, nominato generale, comandò una delle tre armate federate. Durante la Settimana di sangue combatté sulle barricate, riuscendo poi a fuggire a Londra, dove collaborò ai giornali socialisti, insegnò francese alla Royal Naval School di New Cross e divenne membro della Philological Society of England.
Malato di tubercolosi, nel 1875 si stabilì in Egitto, dove morì nel 1878.